# Hell-Creek-Formation

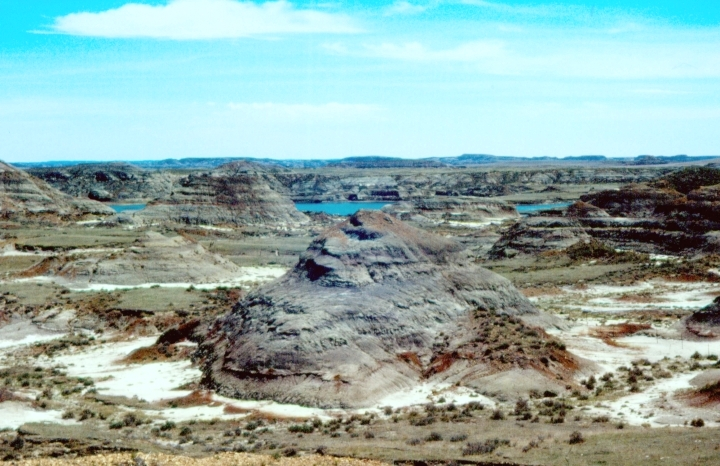
Die Hell-Creek-Formation, aufgeschlossen beim Ft. Peck Reservoir.

Die Hell-Creek-Formation ist eine Abfolge von kontinentalen Sedimentgesteinen der Späten Kreide und des frühesten Paläozäns im Nordwesten der USA. Sie ist nach dem Flüsschen Hell Creek bei Jordan (Montana) benannt und enthält einige bedeutende Lagerstätten von Dinosaurierfossilien. Die Formation ist in den Badlands des östlichen Montanas und Teilen von North Dakota, South Dakota und Wyoming aufgeschlossen. Aus diesen Aufschlüssen wurden die Überreste populärer Dinosauriergattungen wie Tyrannosaurus, Triceratops, Ankylosaurus und Edmontosaurus geborgen. Des Weiteren enthält sie in ihrem oberen Abschnitt die mit Iridium angereicherte Kreide-Tertiär-Grenzschicht, eine dünne, auch andernorts auf der Erde nachgewiesene Schicht, deren obere Grenzfläche das Mesozoikum (Erdmittelalter) vom nachfolgenden Känozoikum (Erdneuzeit) trennt.
Die geologisch und paläontologisch intensiv untersuchte Hell-Creek-Formation besteht aus Tonsteinen und Sandsteinen, die sich vor 67 bis 65 Millionen Jahren, hauptsächlich während des Maastrichtiums, der letzten Stufe der Kreidezeit, aus den Ablagerungen von Flüssen (fluvial) sowie Seen und Teichen (lakustrin) gebildet haben. Die Flüsse mündeten zur Zeit der Ablagerung am östlichen Rand des Verbreitungsgebietes der Formation in den Western Interior Seaway, ein Epikontinentalmeer, das sich während der späten Kreide quer durch Nordamerika, vom nördlichen Kanada bis zum Golf von Mexiko, erstreckte (siehe auch → Laramidia). Einige der östlichsten Ablagerungen der Formation entstanden daher in Küstensümpfen. Die Anwesenheit von Krokodilen lässt auf ein subtropisches Klima ohne ausgeprägte jährliche Kälteperioden zur Ablagerungszeit schließen.

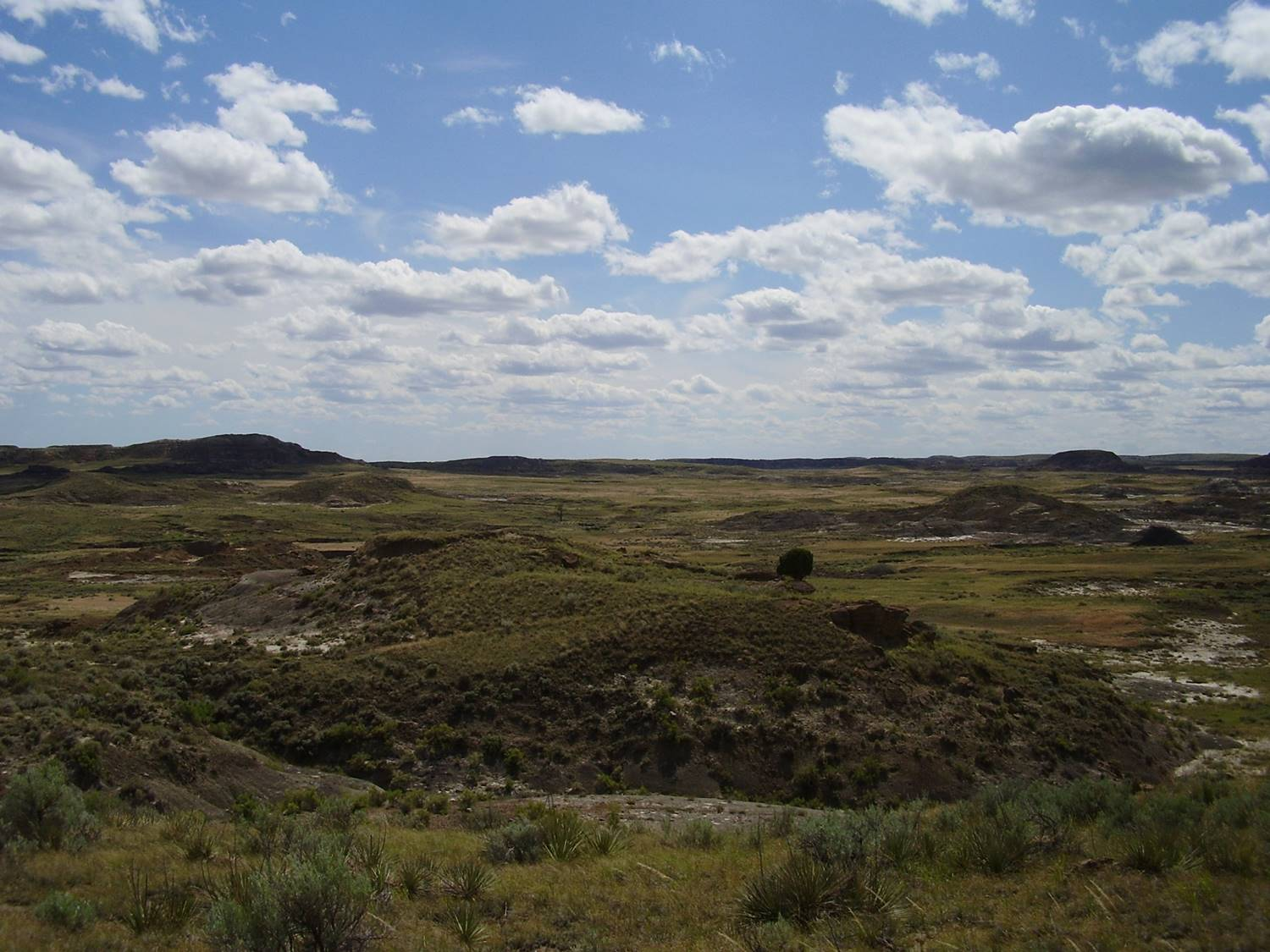
Montana Badlands (Hell Creek Formation)

Ähnliche Formationen gleichen Alters (laterale Äquivalente) der Hell-Creek-Formation sind die weiter südlich verbreitete Lance-Formation sowie die Frenchman-Formation und die Scollard-Formation in Kanada. Im Hangenden der Hell-Creek-Formation folgt die paläozäne Tullock-Formation (bzw. Tullock-Subformation der Fort-Union-Formation) und, in North- und South Dakota, die Ludlow-Formation (bzw. Ludlow-Subformation der Fort-Union-Formation). Unterlagert wird die Hell-Creek-Formation, getrennt durch eine ca. 2 Millionen Jahre umfassende Schichtlücke, von der noch ins älteste Maastrichtium fallenden Fox-Hills-Formation.

## Fossilien

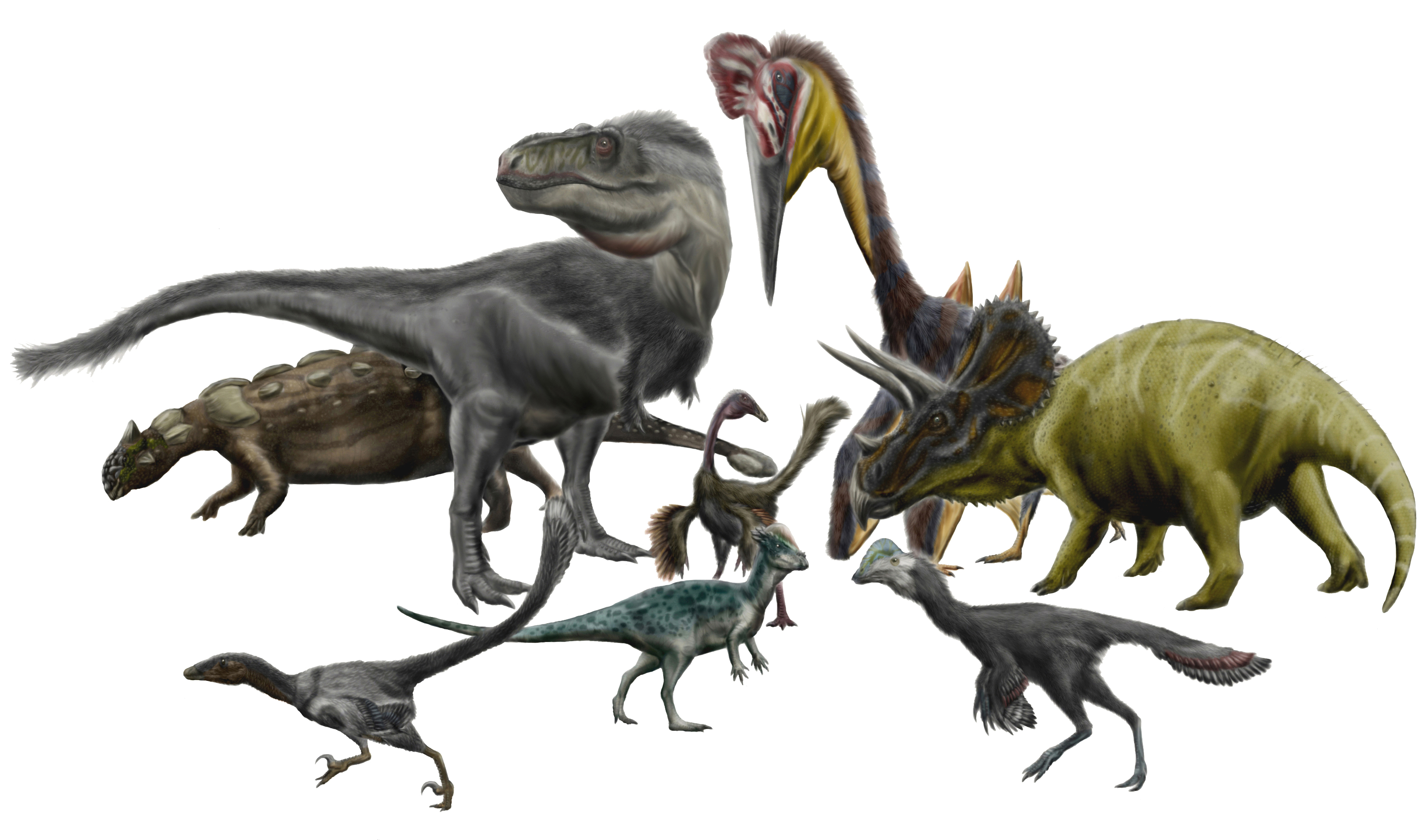
Lebendrekonstruktionen verschiedener typischer Dinosaurier der Hell-Creek-Formation. Von hinten nach vorne: Ankylosaurus, Tyrannosaurus, Quetzalcoatlus (ein Flugsaurier), Triceratops, Struthiomimus, Pachycephalosaurus, Acheroraptor und Anzu.

Aus der Hell-Creek-Formation stammt eine beeindruckende Menge an Wirbellosen, Pflanzen, Säugetieren, Fischen, Reptilien und Amphibien. Im Jahr 2000 wurde das vollständigste Skelett eines Hadrosauriden Dinosauriers entdeckt, das jemals gefunden wurde. Neben Dinosauriern wurden auch die Fossilien einiger Vögel und Pterosaurier (Flugsaurier) gefunden. Auch Zähne von Haien und Rochen werden gelegentlich in diesen Flussablagerungen gefunden, was darauf hindeutet, dass einige dieser Taxa toleranter gegen Süßwasser waren, als sie es heute sind. Die Knochenfische sind unter anderem mit den Störartigen Paleopsephurus und Protoscaphirhynchus in der Hell-Creek-Fauna vertreten.
Die gefundenen Dinosaurier schließen verschiedene Theropoden mit ein, wie die häufigen Gattungen Paronychodon und Ricardoestesia, die Tyrannosaurier Tyrannosaurus rex und Nanotyrannus lancensis, den Ornithomimosaurier Ornithomimus sp., die Caenagnathiden Chirostenotes sp. und Elmisaurus elegans, und andere Maniraptoren wie Troodon sp., cf. Dromaeosaurus, Avisaurus archibaldi sowie Überreste von Velociraptorinen.
Die Ornithischia (Vogelbeckendinosaurier) sind vertreten mit Ankylosaurus magniventris, Edmontonia sp., Pachycephalosauriden wie Dracorex hogwartsia, Pachycephalosaurus wyomingensis, Sphaerotholus bucholtzae und Stygimoloch spinifer, Ceratopsia wie cf. Leptoceratops sp., Torosaurus latus, den sehr häufigen Triceratops horridus und Triceratops prorsus, und schließlich Ornithopoden wie Bugenasaura infernalis, Thescelosaurus neglectus und dem sehr häufigen Edmontosaurus (Edmontosaurus annectens und Edmontosaurus sp.).
Die Fossilien der Hell-Creek-Formation werden teilweise durch Unternehmen kommerziell abgebaut und vermarktet. Für gewöhnlich sind das Knochen, Osteoderme und Zähne von Dinosauriern, Krokodilen und Fischen. Eine repräsentative Sammlung von Fossilien dieser Formation ist im Museum of the Rockies in Bozeman (Montana) ausgestellt.

## Belege für das Entstehen des Chicxulub-Kraters
Im Jahr 2019 publizierte ein internationales Forscherteam eine Studie über Ablagerungen im Bereich der Lagerstätte Tanis in North Dakota, die den Forschern zufolge weniger als eine Stunde nach dem Entstehen des Chicxulub-Kraters, eines Einschlagkraters auf der Halbinsel Yucatán, entstanden sind. Eine Flutwelle hatte hier zahlreiche Ammoniten, Fische (u. a. Störe und Löffelstöre), Landtiere und Pflanzenteile übereinander getürmt, vermischt mit Auswurfmaterial des Impakts, das sowohl in den Kiemen von fossilen Fischen als auch im Inneren von Bernstein erhalten geblieben ist.